# Буремний шлях
«Буремний шлях» (Rebelde Way) — аргентинський телесеріал режисером і продюсером якого була Кріс Морен (ісп. Cris Morena). Серіал транслювали протягом двох сезонів, кінцевий епізод було показано в Аргентині 2004 року.
Серіал - це історія про групу підлітків, які мешкають в інтернаті для дітей дуже багатих та впливових людей. Кожен з героїв бореться за своє власне місце в цьому житті. У серіалі багато історій про кохання і дружбу, про взаємини дітей з батьками та вчителями. Хоча герої серіалу дуже різні, їх поєднує любов до музики, і це захоплення призведе до непередбачуваних результатів... 

## Головні герої
Марісса Піа Спірітто (Каміла Бордонаба) — донька місцевої знаменитої актриси Соні Рей. Енергійний бунтівник, дещо екстравагантна, розумна. Любить справедливість і ненавидить брехню. Має хороше почуття гумору, відмінно співає. Терпіти не може Пабло Бустаманте, але з часом закохується в нього.
Пабло Бустаманте (Бенхамін Рохас) — син мера Серхіо Бустаманте. Шкільна знаменитість, але більш за все мріє позбавитися від впливу батька. Обожнює музику, пише пісні, грає на гітарі, відмінно співає. Спочатку теж ненавидить Маріссу, але від ненависті до любові один крок…
Мія Колуччі (Луїсана Лопілато) — дочка бізнесмена Франко Колуччі, її мати Маріна померла, коли Мія була ще маленька. Мію турбує лише власна зовнішність, але з часом вона дорослішає і перестає думати лише про себе. Добре вихована, має відмінний смак. Пише вірші до пісень. Добре співає. Ворогує з Мануелем через власну гордість, але кохання перемагає.
Мануель Аґірре (Феліпе Коломбо) родом з Мексики. Пише пісні, грає на гітарі, добре співає. Батько Мануеля став банкрутом і, не витримавши цього, покінчив життя самогубством, залишивши свою сім'ю в боргах. Мануель думає, що в смерті батька винен Франко Колуччі і вирушає до Аргентини, аби помститися. Отримує стипендію в «Елітний шлях» на той же курс, що і Мія. І природно, закохується в неї.

## Акторський склад
- Фернан Мірас — Сантьяго Мансілья, вчитель етики, завуч
- Катрін Фулоп — Соня Рей, зірка варьєте
- Мартін Сіфілд — Франко Колуччі
- Мігель Анхель Черруті — Мартін / Октавіо Андраде, вчитель історії мистецтв
- Бой Ольмі — Серхіо Бустаманте, мер Буенос-Айреса
- Артуро Бонін — Марсель Доноф, директор школи «Elite Way»
- Кароліна Веспа — Клаудія Доноф
- Ільда Бернард — Ільда Акоста, вчителька історії
- Пабло Ередія — Блас Ередія, вихователь
- Хорхе Маггіо — Томас Ескурра
- Хасмін Беккар Варела — Лухан Лінарес
- Дієго Гарсія — Маркос Агілар
- Гільєрмо Санта-Крус — Ніколас Провенса
- Джорджина Молло — Луна Фернандес
- Анхелес Балбіані — Фелісітас Мітре
- Вікторія Мауретте — Вікторія Пас
- Піру Саес — Рокко Фуентес Ечагуе
- Дієго Месагліо — Гідо Ларсен
- Мікаела Васкес — Пілар Доноф
- Гастон Гранде — Хоакін Аріас Паррондо
- Франсіско Басс — Франсіско Бланко
- Агустін Сьєрра — Начо
- Естебан Колетті — Іван
- Маріано Бертоліні — Хав'єр Аланіс
- Інес Паломбо — Соль Ріварола
- Маріанна Селіджман — Лаура Аррегі
- Ліз Морено — Лола Аррегі
- Марія Фернанда Нейл — Фернанда Перальта Рамос
- Марія Рохі — Глорія, секретар школи
- Адріана Салонія — Мерседес Лехісамон
- Наталі Перес — Вероніка Пачеко
- Паола Салюстро — Агустіна Лауман
- Мірта Вонс — Моніка Таламонті
- Малена Сольда — Рената Мігенс, вчителька математики
- Кароліна Ардоайн — Лулу Віоренте, вчителька танців
- Федеріко д'Еліа — Матіас Міранда, вчитель історії мистецтв
- Еліас Віньйолес — Данте
- Хімена Аккарді — Сабріна Гусман
- Патрисія Віджіано — Марина Касерес
- Соледад Фандіньйо — Консуело Гомес
- Валерія Лорка — мати Рокко
- Коні Марино — Долорес, мати Фелісітас
- Томмі Данстер — Лука Колуччі
- Даміан Падін — Дані

## Цікаві факти
В Аргентині широко увійшли в побут товари з емблемою “Rebelde Way”. В основному це продукти харчування, але трапляються і засоби особистої гігієни. Саме левову долю продюсери серіалу отримали від реклами різної тематики. 

## Erreway
Erreway є аргентинською групою, сформованою протягом телесеріалу Rebelde Way, що складається з Каміли Бордонаба, Феліпе Коломбо і Бенхаміна Рохаса. Спочатку вона складалася з Бордонаби, Коломбо, Рохаса і Луїсани Лопілато, яка покинула гурт в 2005 році. Випустивши три студійні альбоми - Senales, Tiempo і Memoria - Erreway продали понад 6 мільйонів платівок по всьому світу і досягли декількох Платинових і Золотих сертифікатів альбомів в Аргентині.

## В Україні
Українською мовою серіал був перекладений і транслювався Новим Каналом.